# Jagged Edge
Jagged Edge – amerykańska grupa muzyczna soul/R&B. Została założona w Atlancie w 1995 roku. W 2002 roku zostali nominowani do nagrody Grammy w kategorii Best Rap/Sung Collaboration za piosenkę „Where the Party at”.

## Dyskografia
| - 1997 – A Jagged Era - 2000 – J.E. Heartbreak - 2001 – Jagged Little Thrill - 2003 – Hard - 2006 – Jagged Edge - 2007 – Baby Makin’ Project - 2011 – The Remedy |  | - 1997 – The Way That You Talk - 1998 – Gotta Be - 1998 – Slow Motion - 1999 – Keys to the Range - 1999 – He Can't Love You - 2000 – Let's Get Married - 2000 – Promise - 2001 – Where the Party At - 2001 – Goodbye |  | - 2001 – I Got It 2 - 2003 – Walked Outta Heaven - 2004 – What It's Like - 2005 – So Amazing - 2006 – Good Luck Charm - 2006 – Season's Change - 2006 – Stunnas - 2007 – Put a Little Umph in It - 2010 – Tip of My Tongue |